# Concursul Muzical Eurovision 1994
Eurovision 1994 a fost a treizeci și noua ediție a concursului muzical Eurovision. A câștigat Irlanda reprezentată de cântăreții Paul Harrington și Charlie McGettigan. 